# ريبيكا عقل
ريبيكا عقل هي لاعبة كرة سلة لبنانية ولدت في سنة 1993، لعبت مع منتخب لبنان لكرة السلة للنساء، أبرز إنجازاتها هو فوزها ببطولة كأس العرب لكرة السلة للنساء مع نادي الرياضي بيروت، كما فازت مع منتخب لبنان بالبطولة العربية.